# الدوري الألماني لكرة اليد للسيدات
الدوري الألماني لكرة اليد للسيدات هو دوري احترافي لأندية كرة اليد للسيدات في ألمانيا يلعب فيه 12 فريقا. يتم تنظيمه من قبل الاتحاد الألماني لكرة اليد.